# Hulodes donata
Hulodes donata är en fjärilsart som beskrevs av Schultze 1907. Hulodes donata ingår i släktet Hulodes och familjen nattflyn. Inga underarter finns listade i Catalogue of Life.